# Manfred Billmann
Manfred Billmann (* 1963) ist ein deutscher Jazzsänger und -pianist.

## Wirken
Billmann absolvierte von 1984 bis 1988 eine Ausbildung als Gesangslehrer für Jazz- und Popmusik an der Musikhochschule Köln. Danach war er zwei Jahre lang Mitglied der Gesangsgruppe Headline, mit der er u. a. Auftritte bei der ARD, dem ZDF und dem WDR hatte und ein Album aufnahm.
Danach leitete er die Gruppe Blue Champagne Jazz und war Mitglied der Big Band Take Off und der Jazzensembles Take Nat (mit Manfred Portugall und Stefan Werni) und Take Nat plus one (mit Portgall, Werni und Herwig Barthes). Als Sideman arbeitete er u. a. mit Peter Herbolzheimer, Engelbert Wrobel, Wolfgang Haffner, Joanne Bell, Cynthia Utterbach und Inga Lühning.
An der Musikhochschule Köln unterrichtete Billmann ab 1988 Jazzgesang, seit 2000 auch Harmonielehre. Außerdem unterrichtete er an der Musikhochschule der Johannes Gutenberg-Universität Mainz zwischen 2003 und 2020 (mit Unterbrechungen), seit 2006 auch im Combospiel, und leitete Kurse beim Internationalen Kunstsommer Arnsberg. Weiterhin lehrt er an der Rheinischen Musikschule Köln, wo er seit 2011 das Vokalensemble Chilli Voices leitet.

## Diskographie
- Headline: Liebling, mein Herz läßt Dich grüßen, 1988
- Headline: In the Summertime, Single, 1989
- Big Band Peter Herbolzheimer: Skyliner, 1990
- Take Off: Musical Highlights, 1993
- Blue Champagne: Jazz Meets Klassik / Seetours Kreuzfahrtreisen, 1998
- Take Nat: The Music of Nat King Cole, 2001
- Mothership mit Achim Kämper und Stefan Werni, 2002
- Take Nat plus one: A Beautiful Friendship, 2003
- Billmen: Smooth Road feat. Klaus Osterloh, 2011 (yvp music, mit Stefan Werni und Peter Baumgärtner)